# Frisco
Frisco je ochucený cider od českého pivovaru Plzeňský Prazdroj. Nápoj je k dostání v České republice, Slovensku a v Litvě. Poprvé byl na trh uveden v roce 2004. Nápoj nejprve vyráběl pivovar Lech v polské Poznani, ale od roku 2013 jej začal vyrábět Plzeňský Prazdroj. Původní receptura obsahovala ječný slad, ale od roku 2017 se jedná o cider z jablek.
Stejnojmenný nealkoholický nápoj vyráběly ve Finsku společnosti Sinebrychoff a The Coca-Cola Company v 70. letech 20. století až do začátku roku 2000.
Frisco je také název instantní směsi kávy s čekankou obecnou v Jižní Africe.

## Příchutě
- Jablko a citron
- Brusinky
- Lesní ovoce
- Ananas a citronová tráva
- Spritz (hořký pomeranč a bylinky)
- Mojito
- Bellini
- Jahodové daiquiri
- Fiztonic
- Mango a limetka

zdroj: